# بریتیش ریل کلاس ۲۲۱
بریتیش ریل کلاس ۲۲۱ (انگلیسی: British Rail Class 221) یک قطار خودگرانشی دیزلی-الکتریکی ساخت شرکت بمباردیه ترانسپورتیشن است.
این قطار که از سال ۲۰۰۱ تا ۲۰۰۲ تولید می‌شده دارای ۲۰۰ کیلومتر در ساعت سرعت نهایی و ۵۶۰ کیلووات توان خروجی است. 